# Tandori
Tandori est une série de bande dessinée d'aventure humoristique dessinée par le Belge Curd Ridel et écrite par le Français Christophe Arleston.
Ses trois volumes ont été publiées par Le Lombard de 1993 à 1995 puis réédités par Soleil, l'éditeur principal d'Arleston, en 2007-2008. Les deux premiers volumes ont été coloriés par Geneviève Penloup et le dernier par Cerise.

## Synopsis
L'action se situe au cœur de l'Inde du XIXe siècle dans le petit État loufoque de Shasheshuur qui refuse la domination britannique.

## Les personnages
- Lamuhker : maharajah veillant au bonheur de son peuple avec une constance sans égale mais avec un horrible sens culinaire.
- Tandori : apprenti fakir accompagné d'un tigre qui se prend pour un chien.
- Butterfly Wilkinson : fille du colonel britannique.

## Albums
- Tandori, Le Lombard :

1. Le Réveil de l'éléphant bleu, 1993  (ISBN 2-8036-1024-8)[2],[3].
2. La Déesse aux deux visages, 1994  (ISBN 2-8036-1075-2).
3. Un livre dans la jungle, 1995  (ISBN 2-8036-1134-1).

L'ensemble de la série a été rééditée par Soleil en 2007-2008.

### Lien web
- « Tandori », sur bedetheque.com.
- « Tandori », sur askell.com.